# Stig Löfgren (militär)

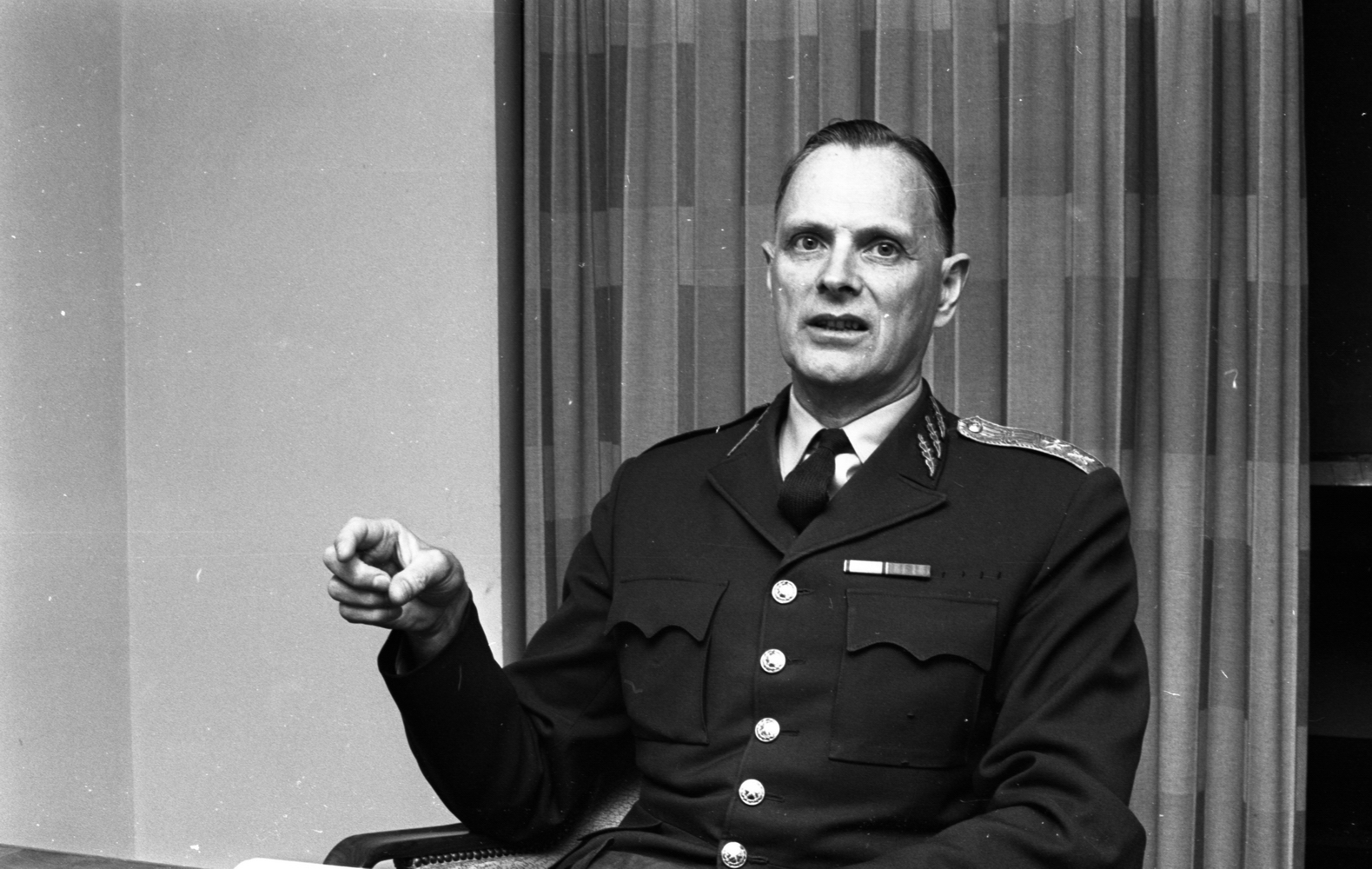
Stig Löfgren, 1967.

Stig Albert Lorentz Löfgren, född 7 januari 1912 i Ljusnarsbergs församling, Örebro län, död 28 april 1998 i Täby, Stockholms län, var en svensk militär.
Löfgren blev fänrik vid Wendes artilleriregemente 1933 och löjtnant där 1937. Han befordrades till kapten 1941 och major 1951. År 1953 övergick Löfgren till generalstabskåren, där han blev överstelöjtnant 1955. Han var avdelningschef vid försvarsstabens utrikesavdelning 1953–1956 och militärattaché i Washington och Ottawa 1956–1961. Löfgren blev överste 1959 och var chef för Wendes artilleriregemente 1961–1963 och ställföreträdande militärbefälhavare i I. militärområdet 1963–1966. Han befordrades till generalmajor 1966 och var militärbefälhavare i Bergslagens militärområde 1967–1973. Löfgren blev generallöjtnant 1973. Han invaldes som ledamot av Krigsvetenskapsakademien 1951. Löfgren blev riddare av Vasaorden 1948 och av Svärdsorden 1953 samt kommendör av sistnämnda orden 1963, kommendör av första klassen 1966 och kommendör med stora korset 1973. Löfgren är gravsatt i minneslunden på Täby norra begravningsplats.